# لونكاستوكسيماب تيسيرين
لونكاستوكسيماب تيسيرين (Loncastuximab tesirine) ، الذي يباع حت الإسم التجاري زينلونتا (Zynlonta)، هو دواء يتم وصفه لعلاج سرطان الغدد الليمفاوية ذو الخلايا البائية الكبيرة.  تحديدا يستخدم عندما تفشل العلاجات الأخرى.  و يعطى عن طريق الحقن في الوريد. 
تشمل الآثار الجانبية الشائعةلهذا العلاج على: انخفاض الصفائح الدموية، و التهاب الكبد، و انخفاض خلايا الدم البيضاء، و انخفاض خلايا الدم الحمراء، و ارتفاع نسبة السكر في الدم، و الطفح الجلدي، و التورم، و الغثيان.  إضافة إلى ذلك، فقد تشمل الآثار الجانبية الأخرى العدوى كذلك.  أما تناوله أثناء الحمل فقد يؤدي إلى الإضرار بالجنين.  إنه مركب جسم مضاد-دواء يتكون من جسم مضاد وحيد النسيلة يستهدف البروتين CD19 المرتبط بعوامل الألكلة. 
تمت الموافقة على لونكاستوكسيماب تيسيرين للاستخدام الطبي في الولايات المتحدة في عام 2021.  اعتبارًا من عام 2022 لم تتم الموافقة عليه في المملكة المتحدة أو أوروبا.  و في الولايات المتحدة، تبلغ التكلفة حوالي 25500 دولار أمريكي لكل قارورة 10 ملغ اعتبارًا من عام 2022. 